# Philippe Ermenault
Philippe Ermenault (Flixecourt, 29 april 1969) is een Frans voormalig wielrenner. 
Ermenaul won tijdens de Olympische Zomerspelen 1996 met zijn ploeggenoten de gouden medaille op de ploegenachtervolging, op de individuele achtervolging won hij de zilveren medaille achter de Italiaan Andrea Collinelli. In 1997 en 1998 werd Ermenaul wereldkampioen op de individuele achtervolging.

## Resultaten
| Jaar | WK                                               | Olympische Zomerspelen                                |
| ---- | ------------------------------------------------ | ----------------------------------------------------- |
| 1992 |                                                  | 11e ploegenachtervolging 5e individuele achtervolging |
| 1993 | individuele achtervolging                        |                                                       |
| 1996 | ploegenachtervolging                             | ploegenachtervolging · individuele achtervolging      |
| 1997 | individuele achtervolging · ploegenachtervolging |                                                       |
| 1998 | individuele achtervolging                        |                                                       |
| 1999 | individuele achtervolging                        |                                                       |
| 2000 |                                                  | 4e ploegenachtervolging                               |

1908: Jones, Kingsbury, Meredith, Payne ·
1920: Magnani, Carli, Ferrario, Giorgetti ·
1924: De Martini, Dinale, Menegazzi, Zucchetti ·
1928: Facciani, Gaioni, Lusiani, Tasselli ·
1932: Pedretti, Borsari, Cimatti, Ghilardi ·
1936: Nizerhy, Charpentier, Goujon, Lapébie ·
1948: Decanali, Adam, Blusson, Coste ·
1952: Morettini, Campana, de Rossi, Messina ·
1956: Gasparella, Domenicali, Faggin, Gandini ·
1960: Vigna, Arienti, Testa, Vallotto ·
1964: Streng, Claesges, Henrichs, Link ·
1968: Lyngemark, Olsen, Asmussen, Jensen ·
1972: Schumacher, Colombo, Haritz, Hempel ·
1976: Vonhof, Braun, Lutz, Schumacher ·
1980: Manakov, Movtsjan, Ossokin, Petrakov ·
1984: Grenda, Turtur, Nichols, Woods ·
1988: Jekimov, Kasputis, Neljoebin, Oemaras ·
1992: Fulst, Glöckner, Lehmann, Steinweg ·
1996: Capelle, Ermenault, Monin, Moreau ·
2000: Fulst, Bartko, Becke, Lehmann ·
2004: Brown, McGee, Lancaster, Roberts ·
2008: Clancy, Manning, Thomas, Wiggins · 
2012: Burke, Clancy, Kennaugh, Thomas · 
2016: Burke, Clancy, Doull, Wiggins · 
2020: Consonni, Ganna, Lamon, Milan · 
2024:  Bleddyn, Welsford, Leahy, O'Brien